# Gaetano Anzalone
Gaetano Anzalone (Roma, 5 ottobre 1930 – Roma, 18 maggio 2018) è stato un politico, dirigente sportivo e imprenditore italiano operante nel settore dell'edilizia. È stato presidente dell'Associazione Sportiva Roma dal 1971 al 1979.

## Biografia
Imprenditore edile e membro del consiglio comunale di Roma nelle file della Democrazia Cristiana, iniziò la carriera di dirigente sportivo nell'Ostiense, per poi approdare alla Roma come massimo dirigente del settore giovanile. Il 13 giugno 1971 rilevò da Alvaro Marchini la proprietà della società: dopo otto anni di presidenza, in cui mise in atto una politica societaria non sempre condivisa dai dirigenti e dal pubblico, cedette la squadra a Dino Viola al termine della stagione 1978-1979.
Soprannominato dai tifosi "il presidente gentiluomo", Anzalone è ricordato come un personaggio pionieristico in ambito calcistico nazionale, perché prima di altri capì l'importanza economica del marketing e del merchandising come nuova opportunità di incrementare il fatturato delle società di calcio e colmarne il pressante deficit economico. A lui si deve, in questa prospettiva, la nascita del lupetto giallorosso, marchio disegnato dal grafico Piero Gratton, già collaboratore della Roma. L'idea innovativa di Anzalone, che si richiamava al panorama sportivo statunitense, era quella di sfruttare commercialmente il simbolo sociale giallorosso registrandolo, primo in Italia, come marchio aziendale per ben 38 categorie merceologiche, cosa allora non possibile con lo stemma originario della lupa capitolina, per la quale lo stesso Comune di Roma, non concesse il permesso per l'operazione.
Al posto della lupa che allatta Romolo e Remo, stemma dunque commercialmente non proteggibile, fu creato e depositato per il copyright il nuovo simbolo sociale, un lupetto stilizzato, con un vispo occhio rosso su fondo nero, registrato come logo industriale. Il marchio fu presentato il 19 luglio 1978, e i suoi diritti d’utilizzo furono successivamente ceduti alle aziende che ne facevano richiesta per realizzare i propri articoli, versando in cambio alla Roma la quota del 10% del fatturato percepito con le vendite. Allo stesso tempo Anzalone lanciò i Roma shop, veri e propri negozi all'interno dello stadio Olimpico, dove i tifosi potevano acquistare gran parte dei prodotti griffati col nuovo stemma della squadra di calcio.
Lo sfruttamento del marchio e del merchandising voluto da Anzalone fu un'operazione economica ed imprenditoriale importante anche perché introdusse il concetto dell'identità di marchio, estraneo ai costumi culturali delle società calcistiche italiane. Sempre a Gaetano Anzalone si deve la costruzione del centro sportivo di Trigoria, il cui investimento iniziale fu di due miliardi di vecchie lire. Il centro, inaugurato il 23 luglio 1979, fu di fatto completato con la gestione proprietaria successiva di Dino Viola.
Anzalone morì il 18 maggio 2018, all'età di 87 anni.